# Тембенчи
Тембенчи — река в Красноярском крае России, правый приток Кочечума. Длина реки составляет 571 км. Площадь водосборного бассейна — 21 600 км².
Средний расход воды — 252 м³/с.
Берёт начало на Плато Путорана между хребтами Промысловым и Оёгонда на высоте выше 553 метров над уровнем моря. Течёт в пределах Среднесибирского плоскогорья через отдалённые, малонаселённые горные области с очень суровым климатом, где нет растительности, кроме мхов, лишайников и трав. В верховье река Тембенчи протекает через несколько озёр (Тембенчи, Темберчи и др.). Замерзает в октябре и остаётся под ледяным покровом до мая. Питание снеговое и дождевое. Половодье с конца мая, за май — июнь проходит около 60 % годового стока реки. Впадает в реку Кочечум на Плато Сыверма, в 50 км севернее посёлка Тура. Высота устья — 145 м над уровнем моря.

## Гидрология
| Средний расход воды (м³/с) реки Тембенчи по месяцам с 1939 по 1994 гг. (замеры производились на гидрологическом посту в районе мет. ст. Тембенчи, в 85 км от устья) |